# 指环王：重返摩瑞亚
《指环王：重返摩瑞亚》是一款于2023年10月24日推出的生存制作类游戏，由Free Range Games开发、North Beach Games发布，游戏设定在J·R·R·托爾金所创作的中土世界。该游戏的剧情发生在《魔戒》小说之后的中土第四纪，主要内容为由金靂领导的矮人团队试图夺回他们的家园摩瑞亚，并重建失落已久的古代王国卡扎督姆。

## 发行
PlayStation 5的版本于2023年12月5日推出，Xbox Series X/S的版本计划于2024年初推出。Windows版本在Epic游戏商城独家销售。